# Bolo-Hovuz-Moschee

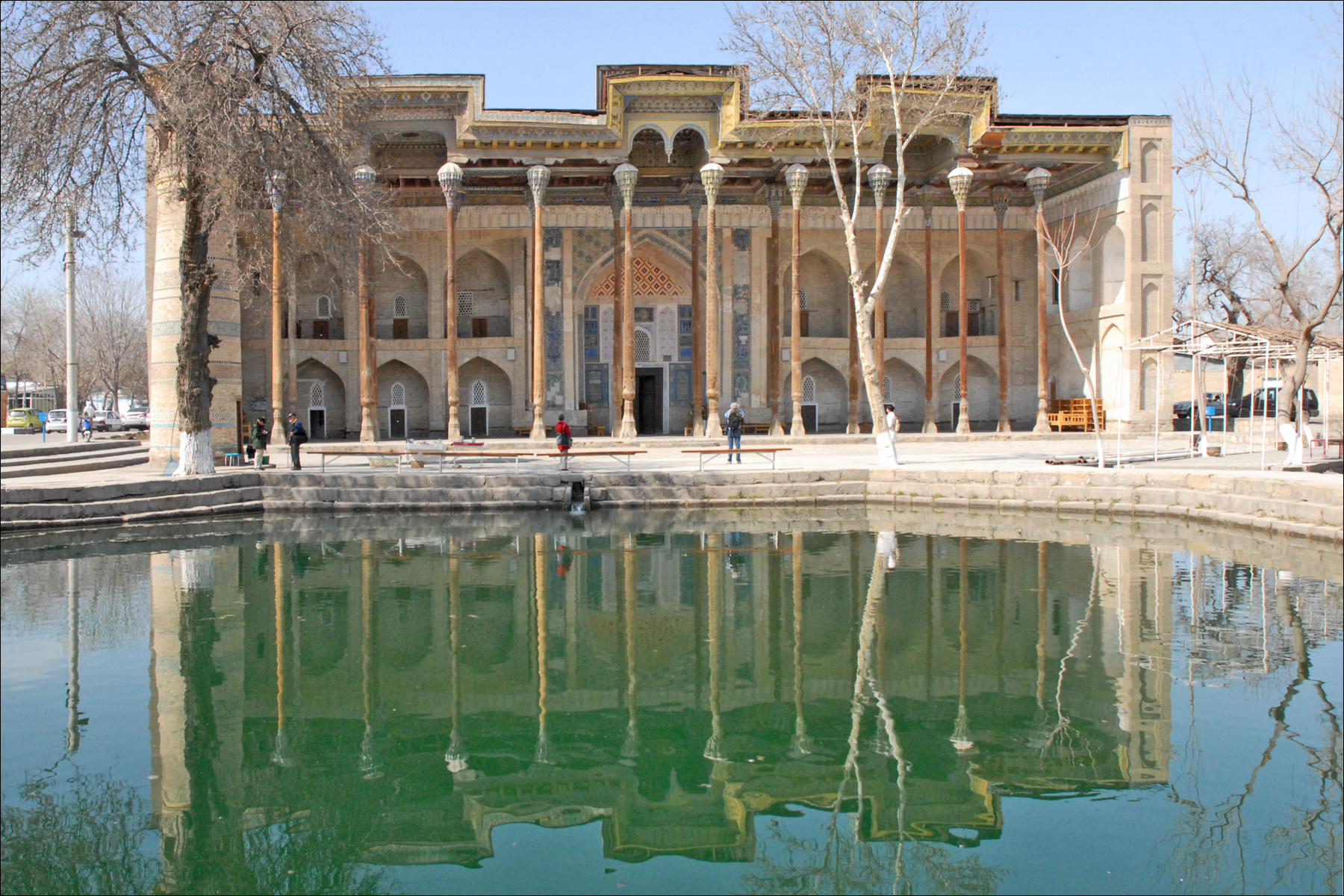
Bolo-Hovuz-Moschee

Die Bolo-Hovuz-Moschee ist eine Moschee in der usbekischen Stadt Buxoro.

## Lage
Die Moschee liegt im Nordwesten des historischen Zentrums von Buxoro auf der Westseite des Registan gegenüber der Zitadelle Ark. Vor der Moschee liegt ein Wasserbecken, in dem sich ihre Vorhalle spiegelt, seitlich von ihr ein Minarett.

## Geschichte
Das Wasserbecken vor der Moschee ist älter als die Moschee selber. Es war einer der zahlreichen künstlich angelegten Teiche (usbekisch hovuz), die früher der Wasserversorgung der Bevölkerung dienten und von denen nur noch wenige erhalten sind. Das Bassin hatte den Namen Bolo Hovuz (Kinderteich).
1712 wurde die Moschee an dem Teich errichtet. Vor der Revolution diente sie als Hauptfreitagsmoschee von Buchara. Auch der Emir von Buchara kam oft in die Moschee. Mittlerweile wird das Gebäude wieder als Moschee genutzt.
1917 errichtete der Architekt Schirin Muradow neben der Moschee ein kleines Minarett.

## Beschreibung
Die Bolo-Hovuz-Moschee besteht aus einem in Ost-West-Richtung orientierten überkuppelten Rechteckbau mit einer Grundfläche von 27 × 20 m und einen diesem im Osten vorgelagerten, 42 m breiten Vorbau mit einer 10 m tiefen offenen Vorhalle. Zwei Reihen von 12,50 Meter hohen dünnen Säulen aus Holz mit geschnitzten Stalaktitenkapitellen stützen die bunt ausgemalte und reich dekorierte Kassettendecke der Vorhalle. Der Kuppelbau diente als Wintermoschee, der Iwan als Sommermoschee.
Das Quergebäude hat zur Vorhalle hin zweigeschossige Spitzbogen-Arkaden mit drei Bögen auf jeder Seite des Haupteingangs. Hinter jedem Arkadenbogen befindet sich ein Zugang zu einer in dem Quergebäude liegenden Zelle.
Das Wasserbecken ist quadratisch mit abgeschrägten Ecken und einer Seitenlänge von etwa 20 Meter. Der gemauerte Beckenrand führt in Stufen zu der Wasseroberfläche. Auf der linken Seite der Moschee, also der Südseite des Ensembles, steht das Minarett zwischen der Moschee und dem Bassin.

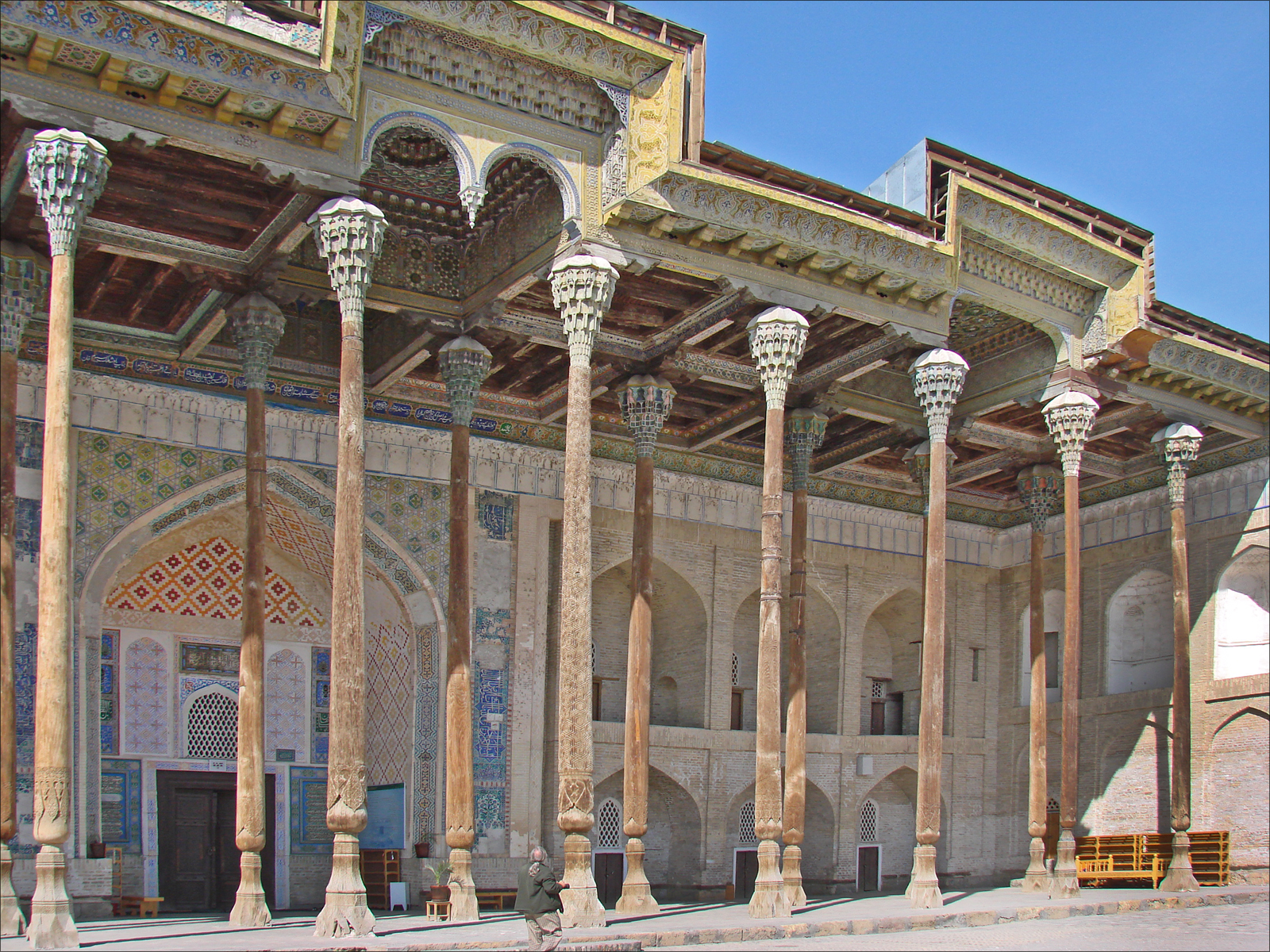
Vorhalle (Iwan)
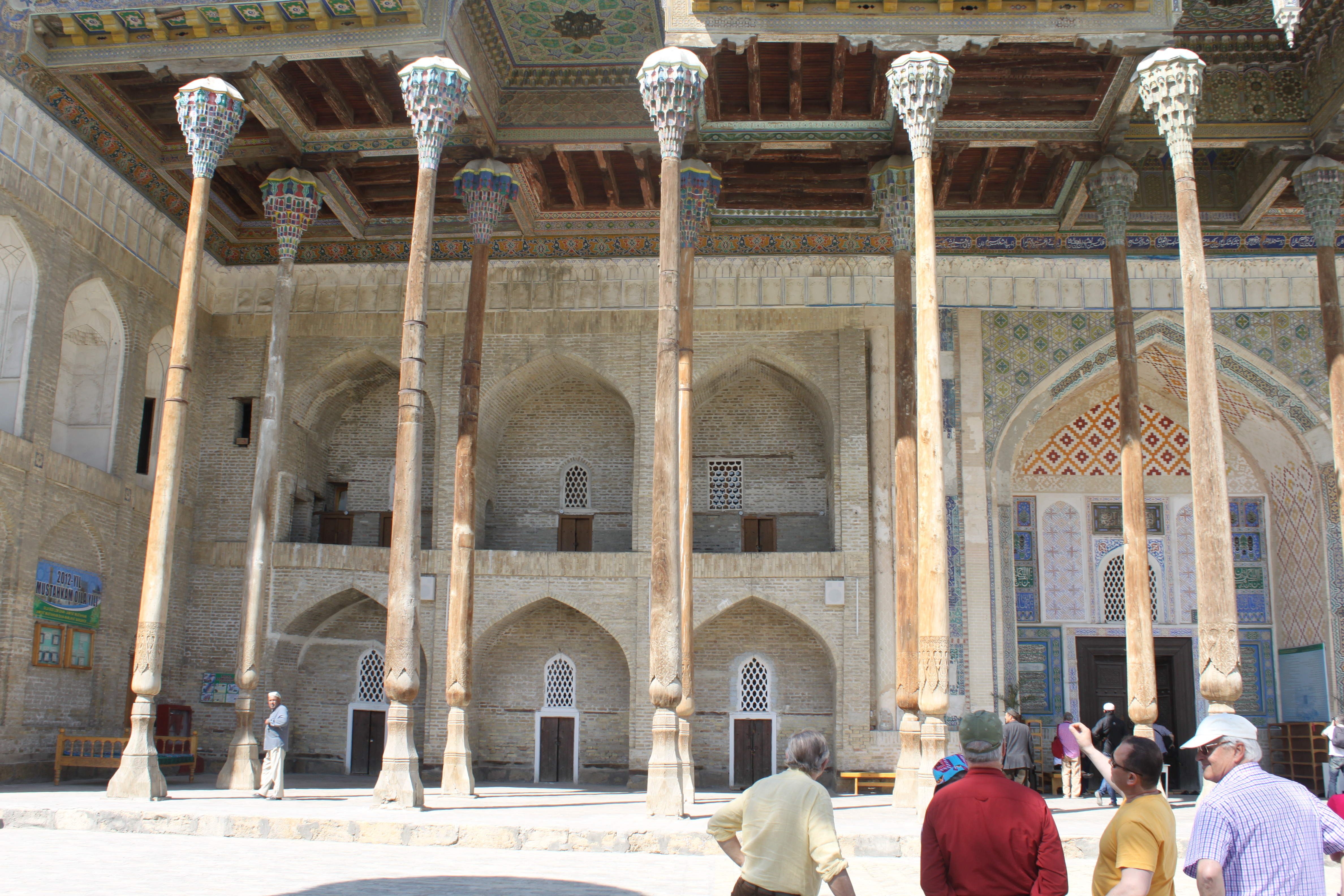
Arkaden
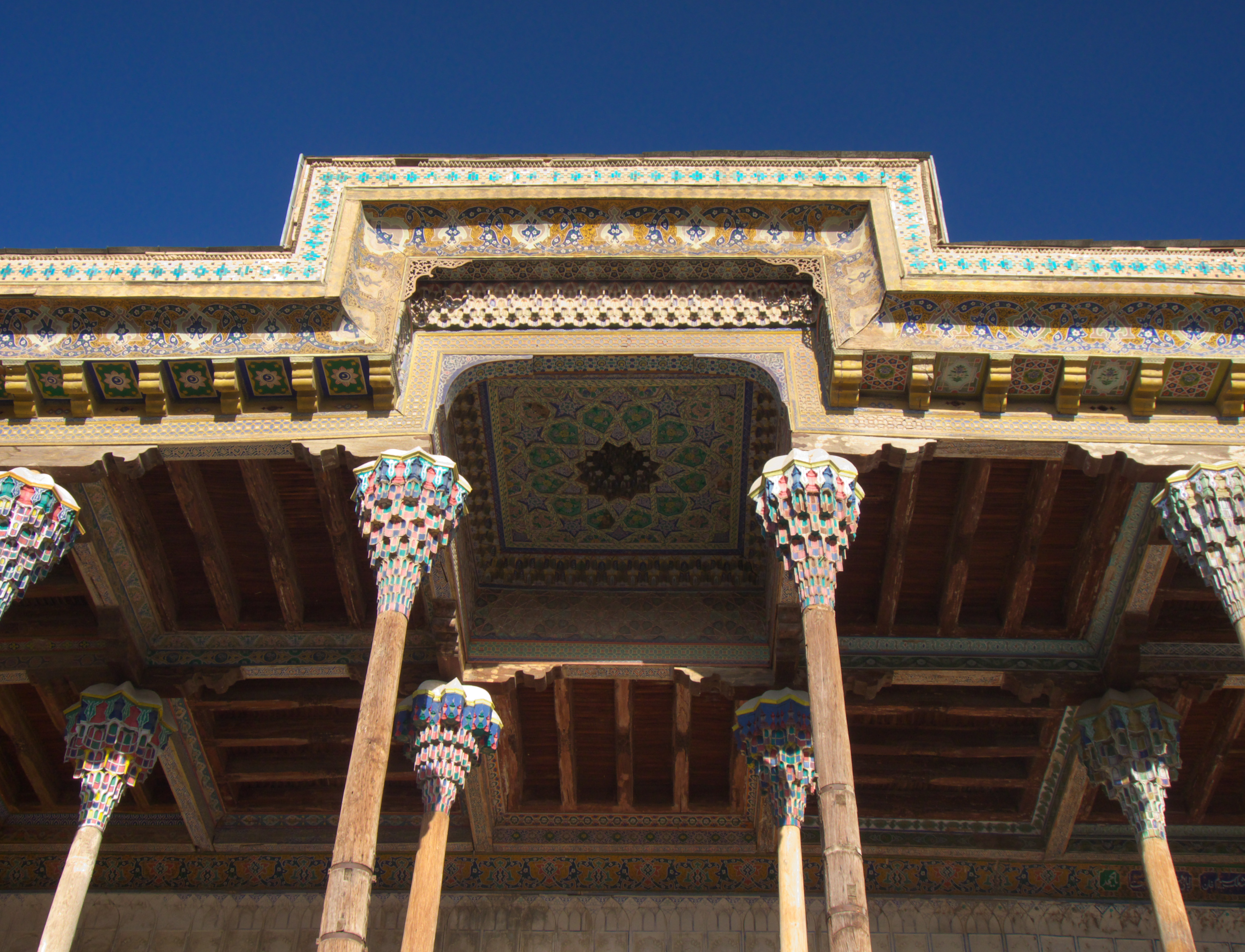
Decke des Iwan
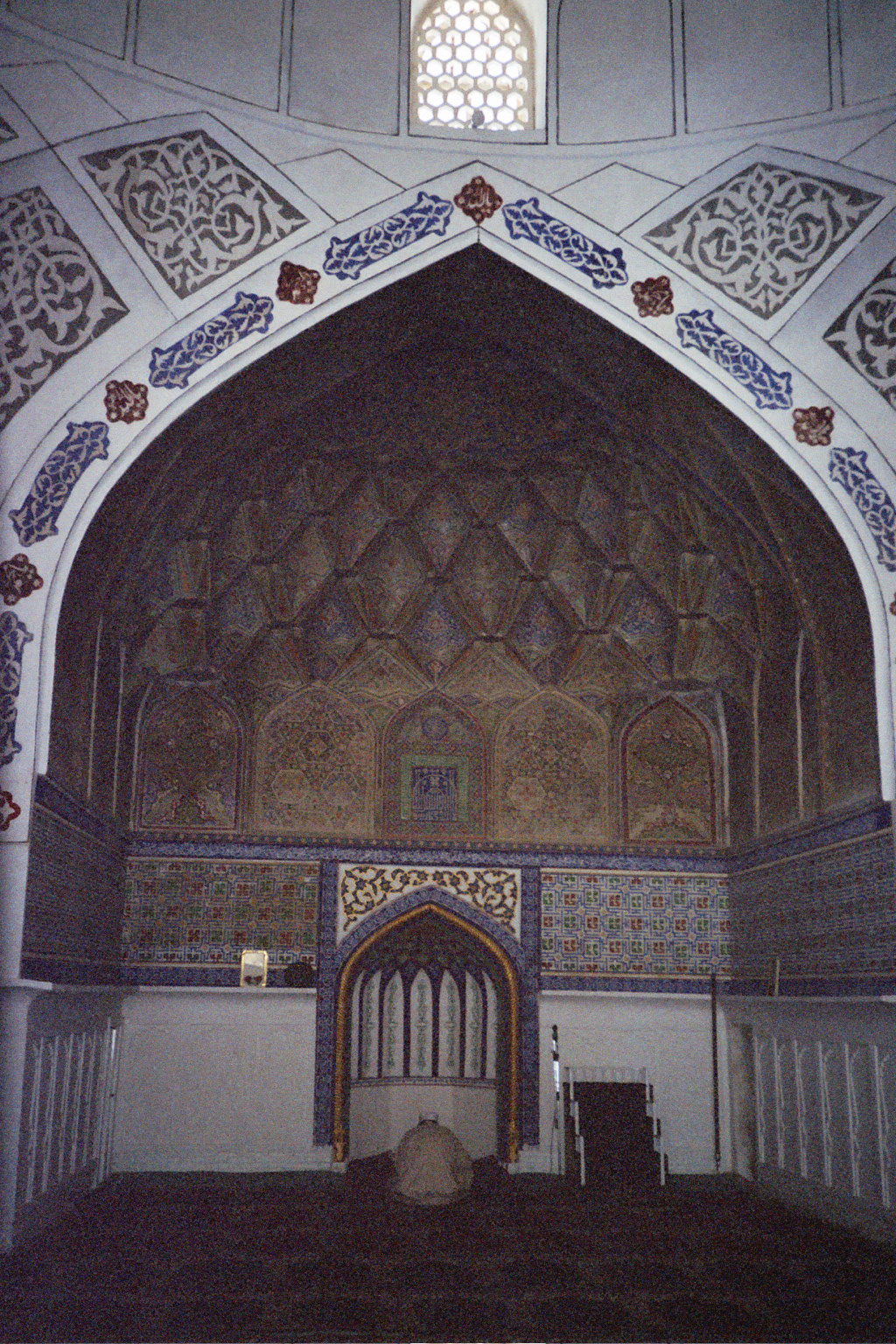
Mihrab
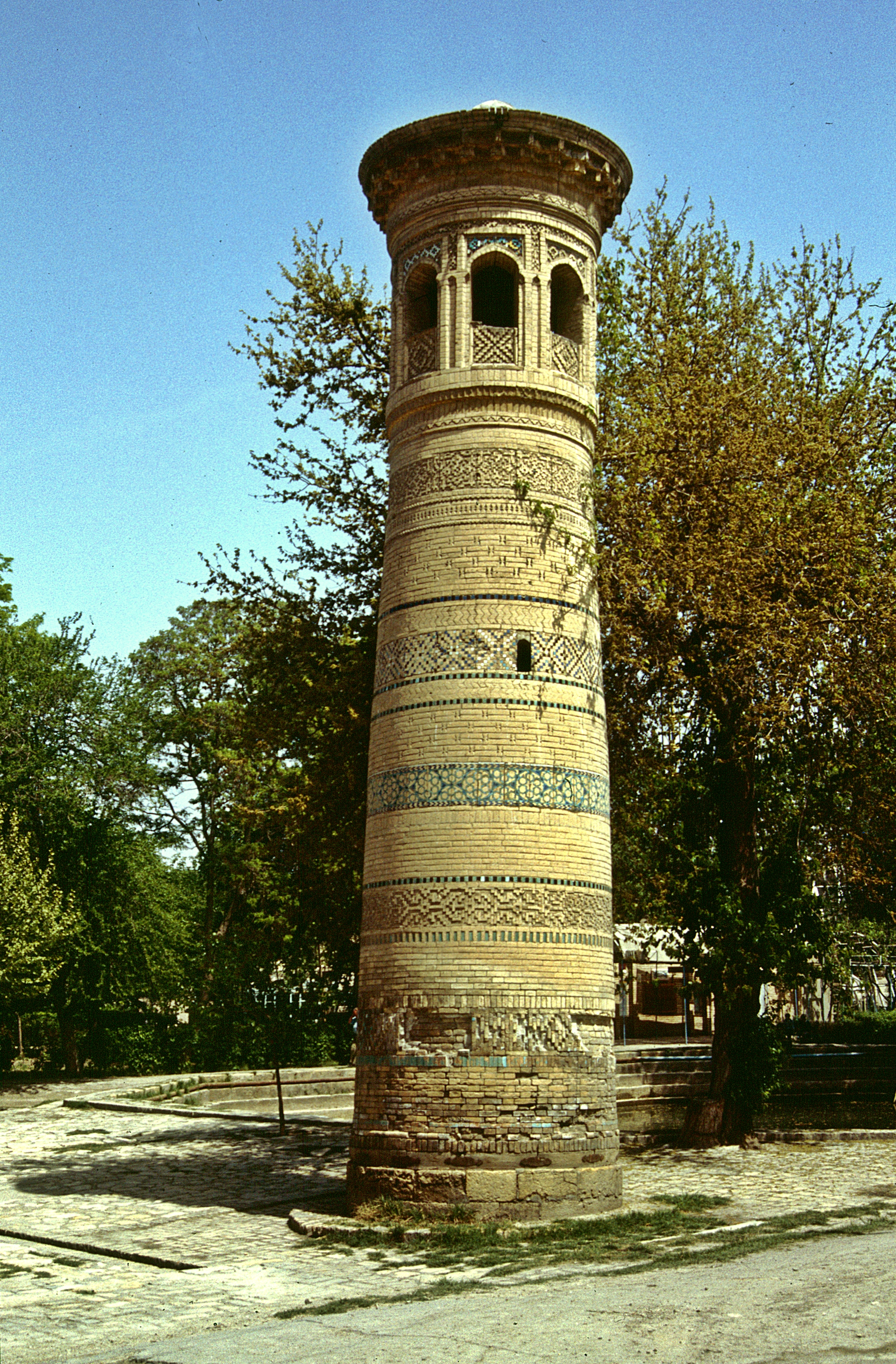
Minarett